# Morgan Marlborough
Morgan Marlborough (* 3. Dezember 1990) ist eine US-amerikanische Fußballspielerin.

## Karriere

### Verein
Während ihres Studiums an der University of Nebraska-Lincoln und der Santa Clara University spielte Marlborough von 2009 bis 2013 für die dortigen Universitätsmannschaften der Nebraska Cornhuskers beziehungsweise Santa Clara Broncos. Im Januar 2014 wurde sie beim College-Draft der NWSL in der zweiten Runde an Position 12 von der Franchise des FC Kansas City unter Vertrag genommen und debütierte dort am 12. April 2014 im Spiel gegen den Sky Blue FC. Ihr erstes Tor in der NWSL gelang Marlborough am 7. Mai 2014 gegen Western New York Flash. Am Saisonende 2014 konnte sie mit dem FCKC die Meisterschaft in der NWSL feiern und wechselte in der Folge bis zum Jahresende auf Leihbasis zum schottischen Erstligisten und Champions-League-Teilnehmer Glasgow City LFC, mit dem sie im November den schottischen Pokalwettbewerb gewann. Zur Saison 2015 schloss sich Marlborough gemeinsam mit ihrer Teamkollegin Kassey Kallman dem Ligakonkurrenten Boston Breakers an.
Nach drei Spieltagen der Saison 2016 wurde sie von den Breakers freigestellt und in der Folge vom Ligakonkurrenten Seattle Reign FC unter Vertrag genommen, wo sie jedoch kein Pflichtspiel absolvierte.

### Nationalmannschaft
Marlborough wurde im Jahr 2007 erstmals in die US-amerikanische U-17-Nationalmannschaft berufen. 2010 debütierte sie in der U-20, 2012 schließlich in der U-23, für die sie bis 2013 in sechs Länderspielen auflief und drei Tore erzielte.

## Erfolge
- 2014: NWSL-Meisterschaft (FC Kansas City)
- 2014: Schottischer Pokalsieger (Glasgow City LFC)